# 古代ロマン飛鳥 日帰りきっぷ
古代ロマン 飛鳥 日帰りきっぷ（こだいロマン あすか ひがえりきっぷ）は、近畿日本鉄道、阪神電気鉄道、山陽電気鉄道の各社が共同で発売している一日乗車券である。

## 概要
2011年より、京阪神方面から近鉄線を利用し、日帰りで奈良県飛鳥エリアを訪れる観光客向けに通年発売している。有効期間内（概ね年度ごと）の任意の1日間で利用できる。
磁気カード式の乗車券と、現地で利用できる特典チケットが（詳細は公式サイトを参照）セットになっている。飛鳥エリアが目的地のため、乗車券の表面に虹色で「飛鳥」と書かれている。
当初は、阪急電鉄、北大阪急行電鉄、南海電気鉄道、京阪電気鉄道でも発売していた。

## フリーエリア
2020年現在。以下の路線および区間が乗り降り自由となる。また、近鉄線の特急列車を利用する場合は、別途特急券が必要。
| 路線名     | フリーエリア                |
| ---------- | --------------------------- |
| 近鉄橿原線 | 大和八木駅 - 橿原神宮前駅間 |
| 近鉄大阪線 | 大和八木駅 - 桜井駅間       |
| 近鉄吉野線 | 橿原神宮前駅 - 壺阪山駅間   |

また、発売事業者版により以下の路線および区間も乗り降り自由となる。
| 発売事業者       | フリーエリア                                                                     |
| ---------------- | -------------------------------------------------------------------------------- |
| 近鉄版（大阪発） | 大阪難波駅 - 鶴橋駅間（大阪阿部野橋駅発着の利用も可能）                          |
| 近鉄版（京都発） | 京都駅 - 向島駅間                                                                |
| 阪神版           | 阪神電車全線（神戸高速線を除く）と、近鉄線 大阪難波駅 - 鶴橋駅間、大阪阿部野橋駅 |
| 山陽・明石以東版 | 阪神版に加え、山陽電車 山陽明石駅 - 西代駅間と、阪神神戸高速線全線               |
| 山陽・全線版     | 阪神版に加え、山陽電車全線と、阪神神戸高速線全線                                 |

なお、鶴橋駅 - 大和八木駅間、大阪阿部野橋駅 - 橿原神宮前駅間および向島駅 - 大和八木駅間は往復1回限り有効で、途中下車も不可。

## 発売額
2020年現在。大人料金のみの設定。発売箇所は各事業者のホームページを参照。
| 発売事業者       | 料金    |
| ---------------- | ------- |
| 近鉄（大阪発）   | 1,500円 |
| 近鉄（京都発）   | 2,000円 |
| 阪神             | 1,900円 |
| 山陽・明石以東版 | 2,600円 |
| 山陽・全線版     | 2,900円 |